# Cirka
Cirka (latinski circa: oko, otprilike) je izraz koji označuje približnu vrijednost neke veličine, cijene ili svote. Najčešće se označava s kraticama c., ca., ili ca, a rjeđe s circ. ili cca.

## Primjeri upotrebe
- 1732 – 1799: Obje godine su poznate.
- c. 1732 – 1799: Prva godina je približna; druga godina je poznata.
- 1732 – c. 1799: Prva godina je poznata; druga godina je približna.
- c. 1732 – c. 1799: Obje godine su približne.